# 204370 Ferdinandvaněk
(204370) Ferdinandvaněk, denumire internațională (204370) Ferdinandvanek, este un asteroid din centura principală de asteroizi.

## Descriere
204370 Ferdinandvaněk este un asteroid din centura principală de asteroizi. A fost descoperit pe 5 octombrie 2004 la Observatorul Kleť, în cadrul proiectului KLENOT. Asteroidul prezintă o orbită caracterizată de o semiaxă mare de 2,37 ua, o excentricitate de 0,18 și o înclinație de 5,3° în raport cu ecliptica.